# 1902 au Maroc
Chronologie du Maroc
- 1898
- 1899
- 1900
- 1901
- 1902
- 1903
- 1904
- 1905
- 1906

Cet article présente les faits marquants de l'année 1902 au Maroc ou relatifs au Maroc.

## Événements
- Accord des confins : le Sultan du Maroc et la France se concertent pour le contrôle de la région frontalière avec l'Algérie.

## Économie & société
- Monarque : Moulay Abdelaziz

## Naissances en 1902
- Naissance au Maroc en 1902
- 24 août : Léon Benzaquen, médecin et homme politique marocain († 6 août 1977).
- septembre : Mohamed Zeghari, homme politique marocain († février 1969).